# Cidacos
Der Rio Cidacos ist ein ca. 82 km langer Nebenfluss des Ebro. Er entspringt südlich des Weilers Los Campos in der Gemeinde Las Aldehuelas in der Provinz Soria im Iberischen Gebirge, durchfließt anschließend von Südwesten nach Nordosten die Region La Rioja und mündet ungefähr 5 km östlich der Stadt Calahorra in den Ebro.

## Nebenflüsse
Linke Nebenflüsse sind Baos, Ostaza und Manzanares. Ein rechter Nebenfluss ist der Río Ruesca.

## Orte
Provinz SoriaVillar del Río, Yanguas
La RiojaEnciso, Peroblasco, Arnedillo, Herce, Arnedo, Quel, Autol, Calahorra

## Sehenswürdigkeiten
Wichtigste Sehenswürdigkeiten sind die unterschiedlichen Berglandschaften am Oberlauf des Río Cidacos. Kulturell bedeutsam war und ist die Stadt Calahorra.

## Weblinks

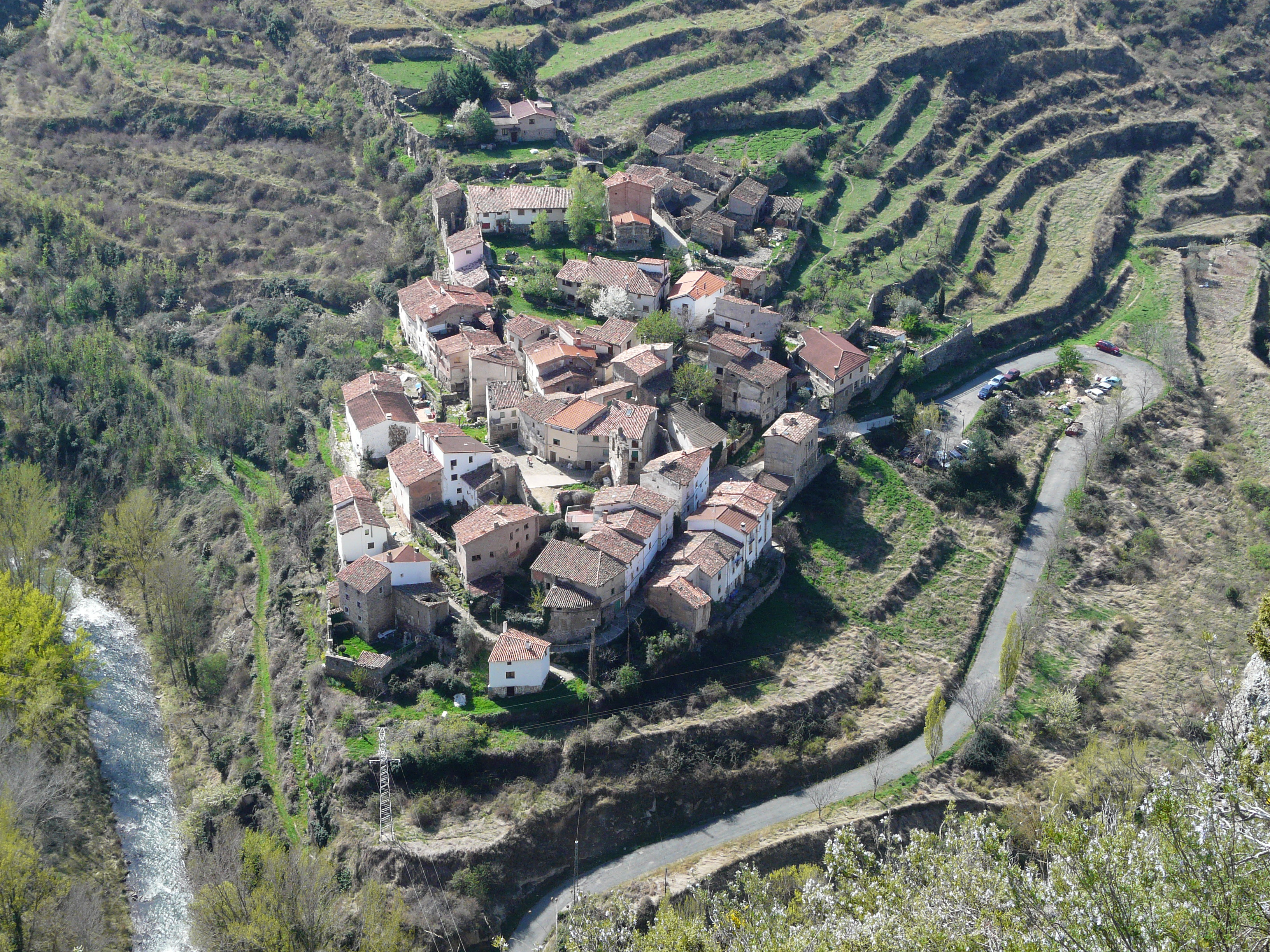
Río Cidacos unterhalb des Weilers Peroblasco

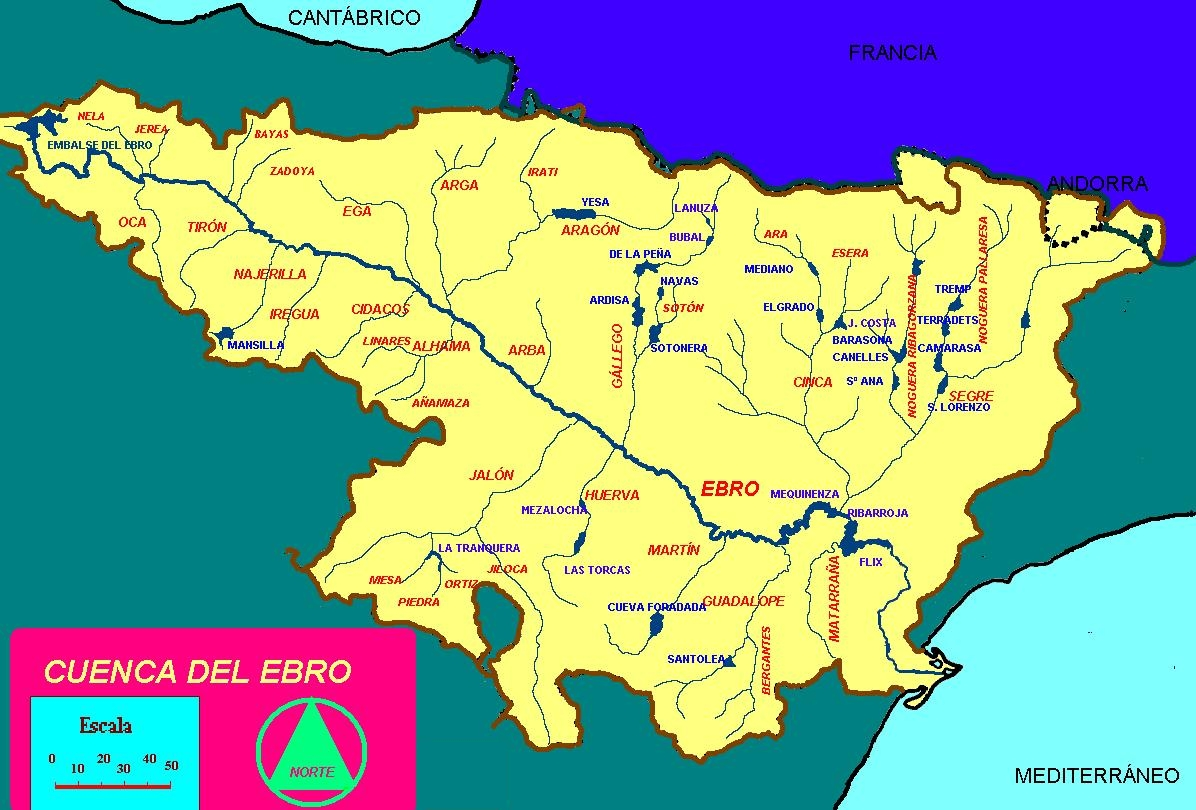
Flüsse im Einzugsgebiet des Ebro